# Peter F. Buckley
Peter F. Buckley (...) è uno psichiatra e scienziato statunitense, specializzato nella neurobiologia e nel trattamento della schizofrenia.

## Biografia
Ha conseguito la laurea in medicina presso l'University College Dublin e, nel 2000, è entrato a far parte del Medical College of Georgia in qualità di capodipartimento di psichiatria, divenendone decano dal 2010 al 2017. Dal 2017 al 2021 ha ricoperto il ruolo di decano della scuola di medicina della Virginia Commonwealth University. Dal 1º febbraio 2022 ha prestato servizio come chancellor dell'University of Tennessee Health Science Center.
Membro del comitato scientifico della Brain & Behaviour Research Foundation, Buckley è stato coautore di un manuale di psichiatria e caporedattore della rivista Clinical Schizophrenia & Related Psychoses. Ha pubblicato più di 500 articoli su varie riviste scientifiche. Nel 2015 è stato membro del comitato di sette esperti incaricati di preparare il Congresso Internazionale sulla Ricerca nel campo della Schizofrenia.

## Riconoscimenti
- 2012: Dr. Roberto Cancro Academic Leadership Award in psichiatria conferito dall'Accademia americana di psichiatria dell'infanzia e dell'adolescenza.[7]
- 2015: inserito nella lista dei migliori e più brillanti pionieri irlandesi-americani nel campo delle scienze della vita, stilata dalla rivista Irish America.[8]

## Pubblicazioni (parziale)
- Peter F. Buckley e Brian J. Miller, Schizophrenia Research: A Progress Report, in Psychiatr Clin North Am, vol. 38, n. 3, settembre 2015,  pp. 373-7, DOI:10.1016/j.psc.2015.05.001, PMID 26300028.
- Peter F Buckley, Neuroimaging of schizophrenia: structural abnormalities and pathophysiological implications, in Neuropsychiatr Dis Treat., vol. 1, n. 3, settembre 2005,  pp. 193-204, PMID 18568069.
- Peter F Buckley, Treatment-Resistant Schizophrenia, in Focus (Am Psychiatr Publ), vol. 18, n. 4, ottobre 2020,  pp. 364-367, DOI:10.1176/appi.focus.20200025, PMID 33343247.